# تذبذبات شبه شمسية

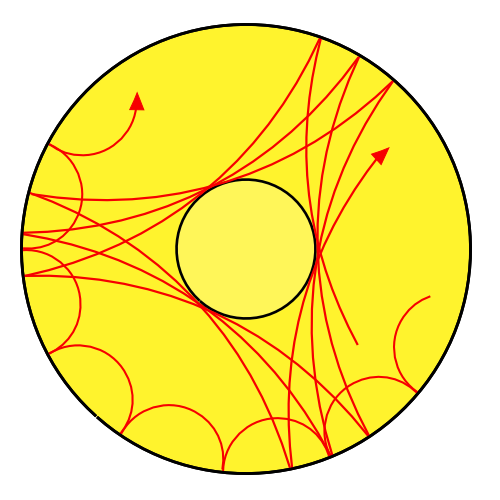
أنماط تذبذب النجم المختلفة والسريعة التقلب خلال الأجزاء المختلفة من النجم، يمكن من خلالها استنتاج بنية النجم الداخلي جزئياً.

في الفيزياء الفلكية التذبذبات الشبه شمسية هي التذبذبات في النجوم البعيدة التي تضطرب بنفس طريقة التذبذبات التي في الشمس، أَيْ عن طريق الحمل المضطرب في الطبقات الخارجية. وتسمى النجوم التي تظهر تذبذبات تشبه الشمس المذبذبات الشبيهة بالشمس . التذبذبات هي الضغط القائم وأنماط ضغط جاذبية تضطرب على مدى ترددي. ولقد استخدمت التذبذبات الشبه شمسية، من بين أمور أخرى، لتحديد وبدقة كتل وأنصاف أقطار النجوم التي تستضيف كواكب، وبالتالي تحسين قياسات كتل الكواكب وأنصاف أقطارها.